# De Jacht (televisieserie)
De Jacht is een Nederlandse misdaadserie in regie van Will Koopman uit 2016 bij SBS6. De serie is een remake van de Deense serie Den som dræber, bedacht door misdaadauteur Elsebeth Egholm.
Seizoen 1 bestaat uit zes afleveringen, waarvan de eerste twee in voorpremière gingen op het Nederlands Film Festival 2015. De serie werd eerst voorzien voor uitzending op Net5 maar paste uiteindelijk volgens SBS Broadcasting beter op SBS6. Loes Haverkort werd voor haar rol in De Jacht genomineerd voor een Gouden Kalf in de categorie Beste Actrice Televisiedrama. De originele serie bestaat uit 12 afleveringen, waardoor een tweede seizoen van nog eens zes afleveringen mogelijk zou zijn.

## Plot
Lea Smid is een jonge maar doortastende politie-inspecteur. Ze is leider van een speciale onderzoekseenheid naar seriemoorden. Ze werkt samen met ex-forensisch psycholoog Thomas de Wolf. Die samenwerking levert resultaten op, maar is niet altijd conform de procedures bij een normaal politieonderzoek.

## Rolverdeling
Hoofdrollen
- Loes Haverkort als Lea Smid
- Fedja van Huêt als Thomas de Wolff
- Mark Rietman als hoofdinspecteur Van Praag
- Nasrdin Dchar als Michielsen
- Sallie Harmsen als patholoog-anatoom Roos

Andere rollen
- Maria Kraakman - Barbara de Wolf
- Thomas Doff - Max de Wolf
- Martijn Nieuwerf - Nico Bakker / Edwin Broerse
- Peter Paul Muller - Rob Kamperman
- Merel van der Pol - Myrthe de Jager
- Anniek Pheifer - Carla de Jager
- Olaf Malmberg - Paul de Jager
- Cees Geel - Fred Loman
- Gijs Scholten van Aschat - Gerard Houtman
- Mads Wittermans - Mick Visser
- Victor Löw - Jos de Boer